# Emlékezz, Reina!
Az Emlékezz, Reina! (Reina de Corazones – Szívek királynője), egy 2014-es amerikai telenovella a Telemundótól. Főszereplői: Paola Núñez, Eugenio Siller, Juan Soler, Catherine Siachoque és Laura Flores. A sorozat 2014. április 28-án került adásba a Gala tv-csatornán. Magyarországon 2015. január 5-e és 2015. július 22-e között vetítette a TV2.

## Történet
|  | Alább a cselekmény részletei következnek! |

A történet Las Vegasban játszódik. Reina Ortíz, a sikeres divattervező feleségül megy Víctor de Rosashoz. Az esküvő napján meglátja halottnak hitt vőlegényét és kirohan a templomból. Az utcán elgázolja egy autó. Reina magához tér a kómából, de a balesetnek nem várt következménye lett: részleges amnézia. Reina utolsó emléke 8 évvel korábbi. Az a nap, amikor Estefania Pérez esküvőjére készült és leesett a lépcsőről.
Nyolc évvel korábban:
Reina Ortíz, egy fiatal varrónő mostohaanyjával és húgával él együtt. Nicolás pincérként dolgozik a Party Poker kaszinóban. Estefania meghívja Reinát az esküvőjére, ahol találkozik a két fiatal. Reina és Nicolás egymásba szeretnek. Boldogságuk azonban nem tart sokáig. Nicolás együtt járt Camilával, Víctor lányával. Camila öngyilkossága után Víctor úgy döntött, hogy bosszút áll Nicoláson. Az ő megbízásából rálőttek Nicolásra és kábítószert raktak a kocsijába. Mivel Nicolás kórházba került nem tudott elmenni az esküvőjére. Estefania elment a templomhoz és azt hazudta Reinának, hogy Nicolás meghalt. A kórházban pedig Nicolásnak azt, hogy Reina soha sem kereste őt. Nicolás "halála" után kiderült, hogy Reina gyermeket vár tőle. Víctor felajánlotta a nevét a kislány számára. A kocsiban talált kábítószer miatt Nicolást 15 évre ítélték, de csak 3 évet töltött börtönben. Smith különleges ügynök felajánlotta neki a szabadságát cserébe azért, hogy nekik dolgozzon. Nicolást hivatalosan halottá nyilvánították. 5 évvel később Reina és Nicolás útjai keresztezik egymást. Nicolás Javier Bolívar néven Reina sofőrje lesz, kihasználva a lehetőséget, hogy Víctor után nyomozzon és megtalálja azt a személyt, aki a Reina elleni támadásokért felelős.
|  | Itt a vége a cselekmény részletezésének! |

## Szereplők

### Főszereplők
| Színész(nő)         | Szerepnév                                                          | Megjegyzés | Magyar hang        |
| ------------------- | ------------------------------------------------------------------ | --- | ------------------ |
| Paola Núñez         | Reina Ortíz de Rosas 'Szívek királynője'/Barbara Benítez           | Divattervező, Víctor 2. felesége, Clara és egy másik gyerek édesanyja , Nicolás szerelme végül a felesége, Asunción lánya, Gregorio testvére, Delfina unokatestvére                | Ruttkay Laura      |
| Eugenio Siller      | Nicolás Núñez 'Sárkány' / Javier Bolívar /Javier de Rosas Smith    | CIA-ügynök később a Főnök, Reina exvőlegénye majd férje, Sara és Ál-Octavio fia, Clara és egy másik gyerek édesapja, Victor féltestvére, Camila exbarátja, Estefania férje/özvegye | Dévai Balázs       |
| Juan Soler          | Víctor de Rosas 'A fekete sólyom'                                  | Ékszertolvaj, Greta és Nerón édesapja, Reina férje/özvegye, Clara és Camila nevelőapja, Ál-Octavio és Renata fia, Nicolás féltestvére                                              | Varga Rókus        |
| Catherine Siachoque | Estefania Pérez Hidalgo 'Gyémántok királynője'                     | Ékszertolvaj, Artemio felesége/özvegye, Víctor (ex)szeretője, Greta édesanyja, Gregorio és Juanjo testvére, Javier felesége, Agatha nagyanyja                                      | Farkasinszky Edit  |
| Laura Flores        | Sara Smith/Virginia de la Vega 'Reina de Picas'                    | CIA-ügynök, Nicolás édesanyja, Patricio barátnője | Orosz Anna         |
| Henry Zakka         | Octavio de Rosas / Geronimo de Rosas                               | Víctor és Nicolás édesapja/nagybátyja | Berzsenyi Zoltán   |
| Paulo César Quevedo | Isidro Castillo                                                    | Víctor jobbkeze, Connie barátja, Nerón nevelőapja, CIA-ügynök | Dolmány Attila     |
| Wanda D’Isidoro     | Susana Santillán García                                            | Víctor exfelesége, Camila és 3 ikergyerek édesanyja, Greta nevelőanyja, később Juanjo felesége                                                                                     | Kisfalvi Krisztina |
| Carlos Ferro        | Lázaro Leiva                                                       | Ápoló, Connie testvére, Román és Agatha édesapja, Miriam élettársa, Nicolás barátja, Jackie férje                                                                                  | Pálmai Szabolcs    |
| Maritza Bustamante  | Dr. Jacqueline 'Jackie' Montoya de Leiva                           | Törvényszéki orvosszakértő, Patricio exfelesége, Lazaró felesége, Agatha és Román nevelőanyja                                                                                      | Sallai Nóra        |
| Jéssica Mas         | Alicia 'A kobra' Palacios                                          | Víctor 3. felesége , Nerón édesanyja, Christián testvére | Zsigmond Tamara    |
| Pablo Azar          | Juan José 'Juanjo' García / Chiche                                 | Nicolás és Lázaro barátja valójában ellensége, Coyote fia, Estefania és Gregorio testvére, később Susana férje és három ikerbaba édesapja                                          | Czető Roland       |
| Geraldine Galván    | Greta de Rosas Pérez                                               | Víctor és Estefania lánya, Susana fogadott lánya, Agatha édesanyja, Camila testvére                                                                                                | Lamboni Anna       |
| Sergio Mur          | Fernando San Juan / Patricio 'A nagyfőnök' Picaso / Gregorio Pérez | A CIA vezetője, Sara főnöke, Estefania, Reina és Juanjo testvére, Asunción fia | Tokaji Csaba       |
| María Luisa Flores  | Constanza 'Connie' Leiva de Palacios                               | Lázaro testvére, Reina barátnője, Isidro barátnője, Christian 2. felesége/özvegye, Nerón nevelőanyja                                                                               | Pap Kati           |
| Thalí García        | Camila de Rosas Santillán                                          | Susana és Humberto Giraldez lánya, Víctor nevelt lánya, Greta testvére, Christián keresztlánya és szeretője                                                                        | Gulás Fanni        |
| Rosalinda Rodríguez | Carmen Solís de Ortíz                                              | Delfina édesanyja, Reina nevelőanyja | Zakariás Éva       |
| Paloma Márquez      | Miriam Fuentes                                                     | Román édesanyja, Lázaro barátnője, Andrés szeretője | Mezei Kitty        |
| Raúl Arrieta        | Andrés Hidalgo                                                     | Kaszinótulajdonos, Artemio fia | Fekete Zoltán      |
| Ezequiel Montalt    | Juan 'Rocky' Balboa                                                | Nicolás cellatársa, CIA-ügynök, Nicolás barátja | Láng Balázs        |
| Gabriel Coronel     | Francisco 'Frank' Marino / Nicolás Núñez                           | CIA-ügynök, ál-Nicolás, Javier ellensége | Moser Károly       |
| Priscila Perales    | Delfina Ortíz                                                      | Carmen lánya, Reina unokatestvére, Víctor szeretője | Dögei Éva          |
| Sebastián Ferrat    | Christián Palacios                                                 | Rendőr, Víctor barátja, Camila keresztapja és szeretője, Mirta férje/özvegye, Alicia testvére, szerelmes Reinába majd Connie-ba, Connie férje, Estefania és Juanjo bűntársa        | Sótonyi Gábor      |
| Marisa del Portillo | Asunción Almada / Maruja Torres                                    | Házvezetőnő a de Rosas-házban, Reina és Gregorio édesanyja | Németh Kriszta     |
| Guido Massari       | Damián Hernández                                                   | Greta (ex)vőlegénye | Szatmári Attila    |
| Nicole Apollonio    | Clara de Rosas Ortíz /Catalina Benítez                             | Reina és Nicolás lánya, Víctor fogadott lánya, Greta "testvére", Víctor és Gregorio unokahúga                                                                                      | Boldog Emese       |
| Emmanule Pérez      | Román Leiva Fuentes                                                | Lázaro és Miriam fia, Agatha testvére, Clara barátja | Nagy Gereben       |
| Juan Pablo Gamboa   | Mauro Montealbán                                                   | Ellenőr a CIA-nál, Jupiter projekt tervezője, Víctor bűntársa, Javier Jackie és Smith ellensége                                                                                    | Garai Róbert       |

### Vendég- és mellékszereplők
| Színész(nő)           | Szerepnév                         | Megjegyzés                                                                                                | Magyar hang         |
| --------------------- | --------------------------------- | --- | ------------------- |
| Alannah Keyser        | Estefania Pérez (gyerek)          | Gregorio és Juanjo testvére                                                                               |                     |
| Alberto Barros jr.    | Sicario                           | |                     |
| Alberto Mateo         | Dr. Alejandro Altamirano          | Orvos | Rosta Sándor        |
| Alejandro Amaya       | Rodolfo Ortíz                     | Reina nagybátyja, Pedro Hugo testvére, Delfína édesapja                                                   |                     |
| Alejandro D'carlo     |                                   | Verőember                                                                                                 |                     |
| Alex Pita             | Torres                            | CIA-ügynök, Frank Marino bűntársa                                                                         |                     |
| Alfonso Santillana    |                                   | |                     |
| Álvaro Ardila         | German Rothstein                  | Octavio jobbkeze, Gerardo testvére                                                                        | Barbinek Péter      |
| Andrés Vargas         |                                   | |                     |
| Andres Miguel Escobar | Juanjo 2                          | pultos a bárban, Susana ismerőse                                                                          |                     |
| Anthony Álvarez       |                                   | CIA-ügynök                                                                                                |                     |
| Angelique Montalvo    | Elena Stewart                     | Greta ellensége, Camila hasonmása                                                                         |                     |
| Arancha Solis         |                                   | Orvos Alicia és Estefania szülésénél, Estefania bűntársa                                                  |                     |
| Armando Acevedo       |                                   | gyémántkereskedő                                                                                          |                     |
| Carolina Delgado      | Betina Suárez                     | Greta ápolónője, Frank Marino bűntársa                                                                    | Tóth Szilvia        |
| Cristina Figarola     | Dr. Casola                        | Orvos, Victor bűntársa                                                                                    |                     |
| Christian Santiago    | John Piterson                     | |                     |
| Christopher Bermúdez  |                                   | Bűnöző, Alicia ismerőse                                                                                   | Megyeri János       |
| Daniel Luna           |                                   | |                     |
| Daniela Gómez         |                                   | |                     |
| Davi Vega             | Emperatriz Picaso                 | Patricio/Gregorio fogadott testvére, tetszik neki Nicolás                                                 | Kiss Virág Magdolna |
| D'Michael Haas        |                                   | FBI-ügynök                                                                                                |                     |
| Daniel Navarrette     | Manuel atya                       | Pap, Susana barátja                                                                                       |                     |
| Edward Nutkiewicz     | Artemio Hidalgo                   | Estefania férje, Andrés édesapja                                                                          |                     |
| Elioret Silva         |                                   | |                     |
| Emilio Arias          | Gregorio Pérez (gyerek)           | El Coyote fia, Estefania testvére                                                                         |                     |
| Fanny Vargas          | Yolanda Suárez                    | Cseléd a Hidalgo-házban, tetszett neki Isidro, beleszeret Juanjo-ba                                       | Martin Adél         |
| Frank Guzmán          | López (3.)                        | Bűnöző, Estefania jobbkeze, López 1. és 2. testvére                                                       |                     |
| Gabriela Guedez       | Mrs. Pérez                        | Estefania édesanyja, El Coyote felesége                                                                   |                     |
| Gisella Aboumrad      |                                   | Ápolónő                                                                                                   |                     |
| Giselle Sauoda        | Emilia                            | prostituált, aki segít Javiernek az emlékezetelvesztés idején, majd nem sokkal később szerelmes lesz belé | Roatis Andrea       |
| Gualberto González    | Dr. Madison                       | Orvos, Victor bűntársa                                                                                    | Németh Gábor        |
| Héctro Vilato         | Maestro                           | Víctor tanítója                                                                                           |                     |
| Hely Ferrigny         |                                   | Orvos |                     |
| Isaniel Rojas         | López (1.)                        | Estefania jobbkeze, López (2.) testvére                                                                   |                     |
| Iván Calderón         |                                   | orvos |                     |
| Jacky Junguito        | Dr. Alzoagui                      | |                     |
| Jason Rodríguez       | Balboa ügynök, Ernesto de Lepiani | CIA-ügynök, Rocky testvére, Estefania és López bűntársa                                                   |                     |
| Joaquín Gil           |                                   | |                     |
| Jorge Orellana        |                                   | bíró |                     |
| Juan Alberto Ramírez  |                                   | |                     |
| Juliana Serna         | Analia Sanders                    | Modell, Donna testvére, ál-Reina, Victór elcsábítja majd megöli                                           | Martin Adél         |
| José Hernández        | Osvaldo Pitra"El Marciano"        | Bűnöző, López 2. és Alicia bűntársa                                                                       |                     |
| José del Rió          |                                   | pap |                     |
| Lorena Gómez          |                                   | Ál-Reina de Diamantes                                                                                     |                     |
| Luis Fernando Medina  | Paulo atya                        | pap |                     |
| Luis Salazar          |                                   | |                     |
| Maleh Ferrer          |                                   | Alkalmazott Reina esküvőiruhaboltjában                                                                    |                     |
| Madelaine Dominguez   | Madelaine                         | Cseléd a de Rosas-házban, Pilar utódja                                                                    |                     |
| Manuel Sevilla        | López (2.)                        | López (1.) testvére, Estefania jobbkeze                                                                   |                     |
| Marcos Gracia         | Manuel González „el Gallego”      | Bűnöző, Estefania bűntársa, Javier ellensége                                                              |                     |
| Mariana Ruíz          | Pilar Gómez, Piedad nővér         | Cseléd a de Rosas-házban, López 2. bűntársa                                                               |                     |
| Marykler Mata         |                                   | prostituált, Isidro ismerőse                                                                              | Solecki Janka       |
| Mario Iván Fernández  | Gregorio Pérez„El Coyote”         | Estefania Gregorio és Juanjo édesapja                                                                     |                     |
| Markel Berto          |                                   | Pszichológus, tetszik neki Estefania                                                                      |                     |
| Martha Mijares        | Paz Izaguirre                     | Víctor nagymamája, Renata édesanyja                                                                       | Bókai Mária         |
| Michelle Eger         | Solange                           | Greta barátnője, tetszett neki Lazaro                                                                     |                     |
| Miguel Ángel Sánchez  |                                   | |                     |
| Oliver Gutiérrez      |                                   | |                     |
| Orlando Miguel        | Julio Cesar Blanco, Mariano Vidal | Bűnöző, egykori CIA-ügynök, Emperatriz exbarátja, Asunción elrablója, Patricio ellensége                  |                     |
| Oswaldo Strongoli     |                                   | Orvos, Estefania bűntársa                                                                                 |                     |
| Pablo Quaglia         | Boris Bosch                       | Octavio jobbkeze, Javier segítője, belga                                                                  |                     |
| Patricia Ross         |                                   | López (1.) felesége                                                                                       |                     |
| Pedro Loforte         |                                   | Mentős Estefania baleseténél, megtalálja az egyik vörösgyémántot, Donna szeretője                         |                     |
| Rachell Vallori       |                                   | |                     |
| Rafael Robledo        | Dr. Anderson                      | Orvos, Frank Marino bűntársa                                                                              |                     |
| Ramiro Terán          | Pedro Hugo Ortíz                  | Bűnöző, Reina édesapja, Rodolfo testvére                                                                  |                     |
| Roberto De Muga       | Gerardo Rothstein                 | German testvére, Javier ellensége                                                                         |                     |
| Sandra Portillo       |                                   | Frank szerelme                                                                                            |                     |
| Santiago Sierra       |                                   | |                     |
| Thalía Delgado        | Greta de Rosas (gyerek)           | Víctor lánya                                                                                              | Koller Virág        |
| Tomas Doval           |                                   | |                     |
| Vannessa Nevader      | Donna Sanders                     | prostituált és énekesnő                                                                                   | Bálizs Anett        |
| Victoria del Rosal    | Mirta Muran de Palacios           | Christián felesége, Victór szeretője                                                                      | Mohácsi Nóra        |
| Vivian Morales        |                                   | Orvos |                     |
| William Duarte        |                                   | Orvos |                     |

## Zenék
| Jelenet           | Előadóművész(ek)                                      | Zene                                    |
| ----------------- | ----------------------------------------------------- | --------------------------------------- |
| Főcímdal          | Enrique Iglesias feat Descemer Bueno és Gente de Zona | Bailando (Tánc)                         |
| Reina és Javier   | Eugenio Siller feat Syko                              | Te Esperaré (Várni Foglak)              |
| Smith és Patricio | Melissa Otero                                         | No Soy Un Angel (Nem Vagyok Egy Angyal) |
| Connie és Isidro  | Fainal és Shako                                       | Nunca Pense (Nem Gondoltam Volna)       |
| Greta és Lazaro   | Melissa Otero                                         | Contigo (With You) (Veled)              |
| Promóciós         | Gabriel Coronel                                       | Yo Te Ame (Szeretlek Téged)             |

## Nemzetközi bemutató
| Ország                    | Csatorna     | Első rész         | Utolsó rész       | Megjegyzés          |
| ------------------------- | ------------ | ----------------- | ----------------- | ------------------- |
| Mexikó                    | Gala TV      | 2014. április 28. | 2014. november 7. | hétfő-péntek, 22:30 |
| Amerikai Egyesült Államok | Telemundo    | 2014. július 7.   | 2014. december 1. | hétfő-péntek, 20:00 |
| Puerto Rico               | Telemundo PR | 2014. október 13. | 2015.             | hétfő-péntek, 20:00 |
| Magyarország              | TV2          | 2015. január 5.   | 2015. július 22.  | hétfő-péntek, 16:00 |